# Taco al pastor
El taco al pastor es un taco de carne adobada de puerco con piña originario de la Ciudad de México.
En julio de 2019, fueron elegidos como la mejor comida del mundo por el sitio de guía gastronómica Taste Atlas. El nombre al pastor viene de «asado al pastor» también conocido como «asado a la estaca», una de las dos clases de asados en la cocina mexicana.

## Nombre

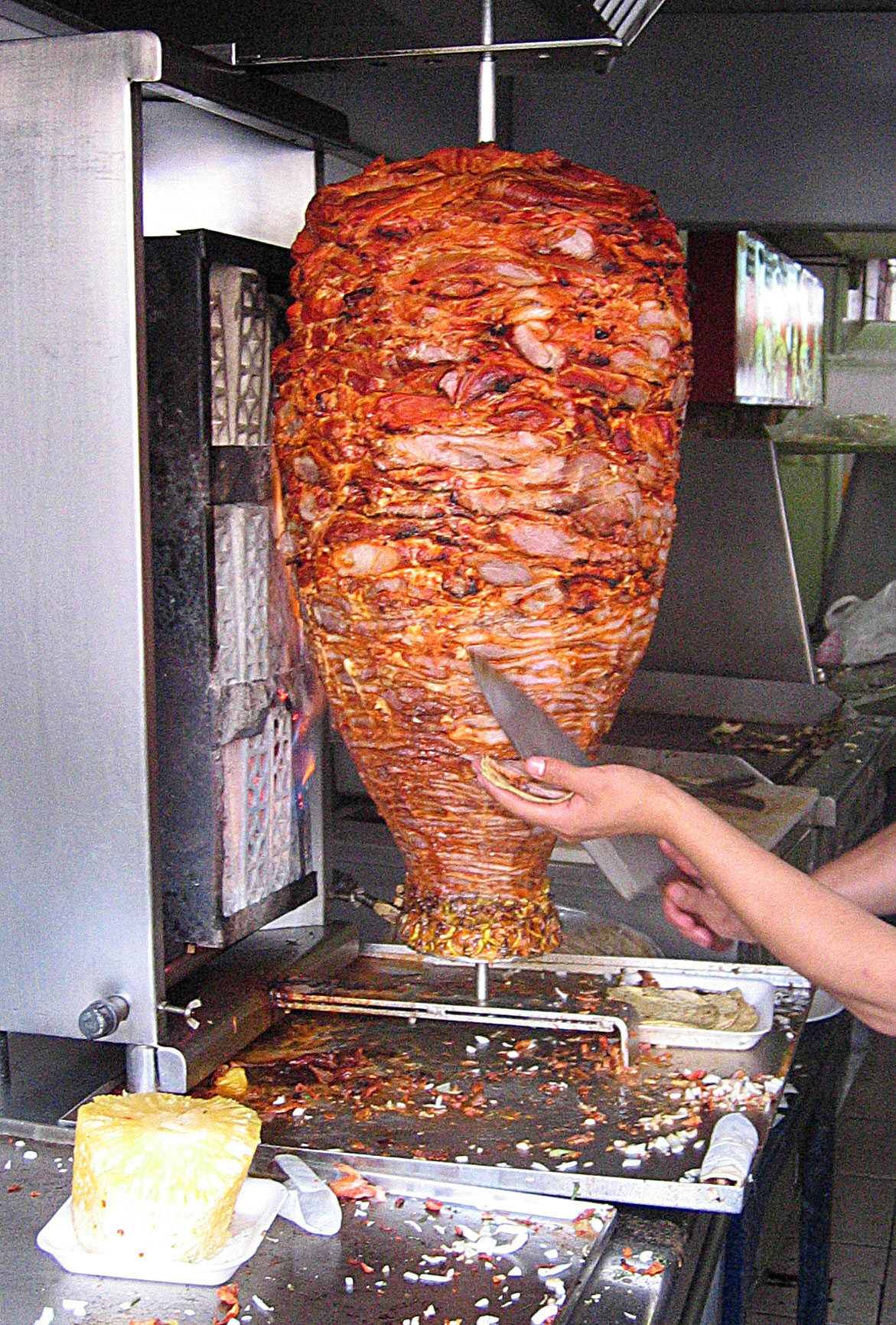
Trompo de carne al pastor

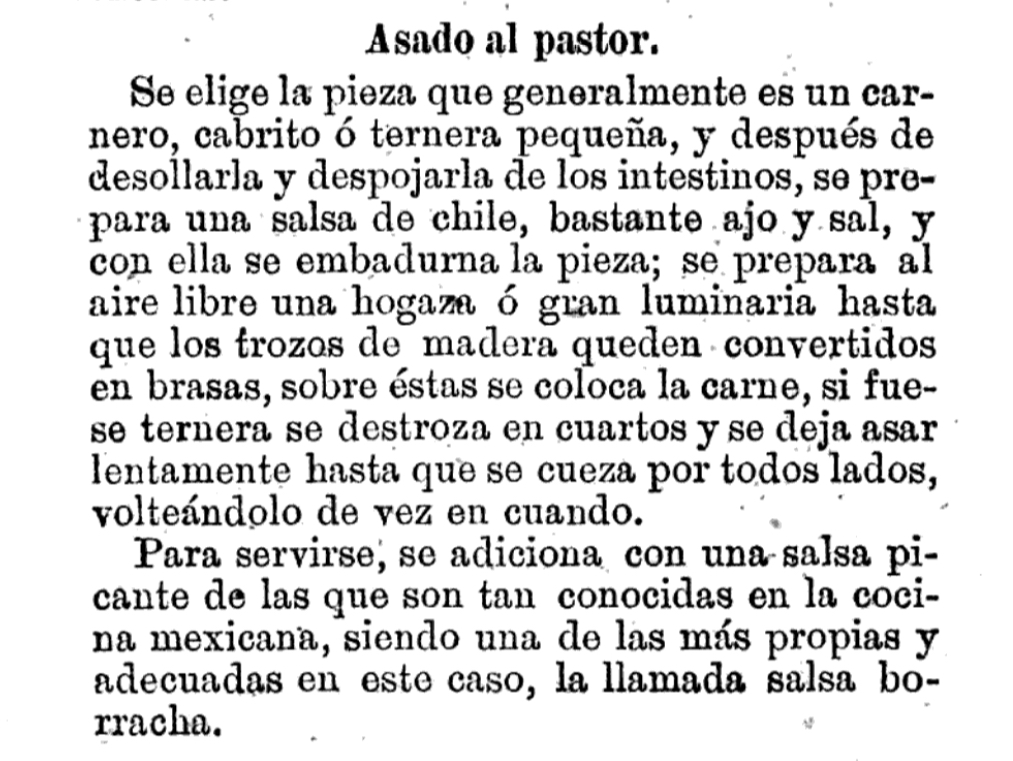
Receta de un asado al pastor de 1888.

El nombre «al pastor», proviene de «asado al pastor», un tipo de asado sobre las brasas. El asado al pastor, también conocido como «asado del pastor», «carbonada» y «asado a la estaca», era uno de los estilos de asar carnes en la cocina ranchera mexicana, siendo el otro la barbacoa. Animales enteros, comúnmente ternera, buey, vaca o cordero, o trozos de carne, se ensartaban con una estaca o un espiedo y se colocaban sobre las ascuas para asarlos.
En el libro de cocina -Diccionario de Cocina o El Nuevo Cocinero Mexicano en Forma de Diccionario (1845)— Manuel Galván Rivera explicó que existen diferentes clases o tipos de asados en la cocina mexicana:

“ASADO: Hay diferentes clases de asados: sobre las brasas ó del pastor, de asador o á la parrilla, de horno ó frito con manteca, mantequilla ó aceite.”

Galván Rivera también explicó que el “asado del pastor” era también conocido como “carbonada”: 

“CARBONADA: Se da este nombre á las tajadas magras de buey, de puerco, vaca, etc., asadas después de cocidas o crudas, sobre las ascuas o a la parrilla. Las carnes asadas así, suelen llamarse también asado del pastor.”

El asado al pastor se preparaba ampliamente en México en festividades rurales, como en rodeos y herraderos, jaripeos y corridas de toros, fiestas patronales de la hacienda, ferias del pueblo, y en los días de campo. Según dos artículos publicados por el escritor Domingo Revilla en 1844 y 1845, el “banquete” en los herraderos se reducía a los asados al pastor y las barbacoas, de ternera, toro u oveja, enteras, y refirió que los asados al pastor eran más comunes en «Tierra-Adentro» o la región del Bajío, occidente y más allá, mientras que la barbacoa era más común en los valles del Mezquital y Apan y sus alrededores.
Un anécdota recopilado por Victoriano Salado Álvarez cuenta que, como parte de una celebración del 16 de septiembre en 1856, se asó un toro entero al pastor en plena Alameda de la Ciudad de México, y que entre los convidados se encontraba el presidente Ignacio Comonfort:

“Si pidiéramos ahora que se sirviera un toro completo, asado al pastor, en una mesa puesta en la Alameda, para que todos los ciudadanos tuvieran derecho de tomar su tajada, y que enseguida fraternizaran el zapatero, el pintor de ollita y el hojalatero, con el Presidente de la República, dándole las manos llenas de nobilísimos callos y de pringue de la res, se reirían de nosotros las gentes y nos querrían mandar al manicomio. Pues eso y nada menos que eso pasó el diez y seis de Septiembre del año de desgracia de mil ochocientos cincuenta y seis; yo lo vi, tomé parte en ello y gocé grandemente. El banquete fué á buena hora; la concurrencia que asistió, grandísima; el placer y el buen humor, enormes. Como siempre, se había anunciado que se mataría á Comonfort en pleno festín; pero, como siempre, él se había reído de los avisos.

El nombre es anterior al “trompo”  y la inmigración libanesa a México. Es seguro asumir que cuando los inmigrantes libaneses trajeron el asador vertical o “trompo” a México, los mexicanos lo llamaron “al pastor”, ya que consistía en asar carnes en un asador de espetón.

## Origen
Con la llegada de inmigrantes libaneses a México durante la década de los años 1920, se intentó recrear el shawarma, un platillo popular de Medio Oriente, sustituyendo la carne de cordero por puerco, en el estado de Puebla. Posteriormente, en la Ciudad de México se empezó a marinar con adobo, lo que dio como resultado, el taco al pastor. Se desconoce cuándo comenzaron a prepararse tal y como hoy los conocemos, sin embargo, algunos coinciden que fue en la década de los años 1960 cuando se popularizaron.

### Historia Popular
Un mito muy contado, es que el nombre al pastor viene del término pastorear debido a que originalmente la carne era de carnero. A las personas que se dedican a preparar y servir los tacos se les conocen como pastoreros.

## Características

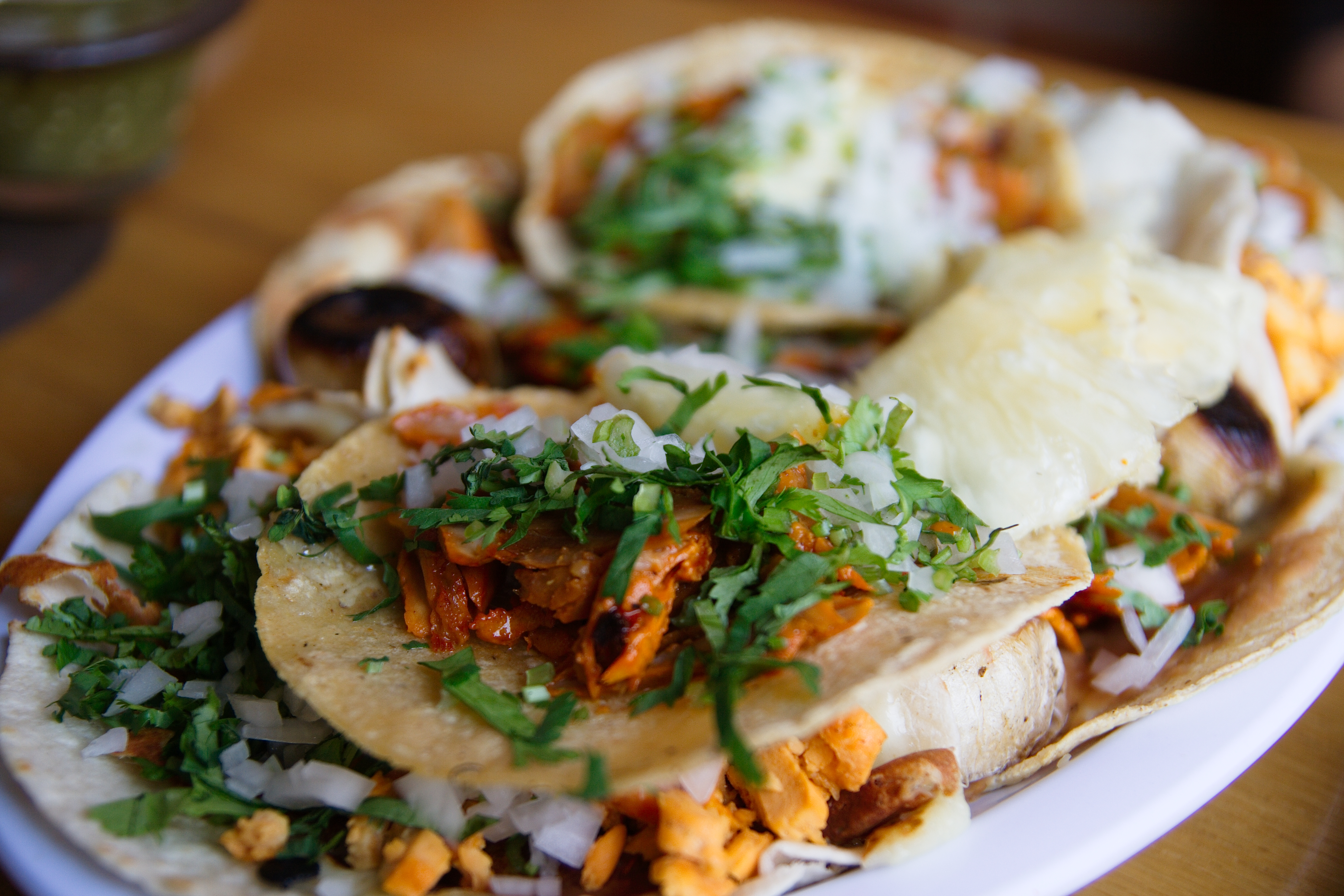
Tacos al pastor servidos con limón y cilantro

Sus ingredientes principales son carne adobada, asada, servida en finas rebanadas sobre pequeñas tortillas de maíz, la carne puede ser una combinación de carne de puerco y carne de ternera, aunque lo más común es que sea solo carne de puerco.
Además, la carne es preparada con un marinado tradicional mexicano llamado adobo, el cual está hecho con achiote, especias y chiles rojos molidos, lo que le da el característico color rojizo a la carne. Los tacos al pastor son acompañados con una variedad de salsas, cilantro, cebolla y piña. Es fácil encontrarlos en lugares que van desde restaurantes gurmés hasta puestos en la vía pública. En algunos puestos de la Ciudad de México, se puede encontrar una preparación a base de refresco de cola, añadiéndole un toque más dulce.
Para su preparación, la carne en corte delgado estilo milanesa (previamente adobada) se ensarta apilándola en una estaca de hierro que gira verticalmente asemejando a un trompo y se cocina lentamente girándolo frente a un fuego colocado también de forma vertical de la manera en que, se dice, los pastores lo hacían tradicionalmente en el campo. En algunas ciudades mexicanas, usualmente se asa con una piña colocada en la parte superior del trompo de carne. Cuando la carne del exterior está ligeramente dorada, el taquero corta la sección lista, para que capas más profundas puedan cocerse.